# Emoia maxima
Emoia maxima — вид сцинкоподібних ящірок родини сцинкових (Scincidae). Ендемік Нової Гвінеї.

## Поширення і екологія
Emoia maxima мешкають на півночі Нової Гвінеї, від Джаяпури і озера Сентані до Айтапе, а також на півострові Бомберай на заході острова. Вони живуть у вологих тропічних лісах.